# Barrie McKay
Barrie McKay (* 30. Dezember 1994 in Paisley) ist ein schottischer Fußballspieler, der zuletzt bei Heart of Midlothian unter Vertrag stand.

## Karriere

### Verein
Barrie McKay wurde im Jahr 1994 im ca. 11 km westlich von Glasgow entfernten Paisley geboren. Seine Fußballkarriere begann er beim FC Kilmarnock, für den er bis August 2011 in deren Jugend spielte. Danach war der im Sturm spielende McKay für die Glasgow Rangers am Ball. Nachdem er von 2011 bis 2012 noch für die Jugendmannschaften der Rangers gespielt hatte, debütierte er im Mai 2012 erstmals in der ersten Mannschaft beim 4:0-Auswärtssieg gegen den FC St. Johnstone. Er wurde dabei für den dreifachen Torschützen Sone Aluko eingewechselt. Im August 2012 wurden die Rangers als Schottischer Vizemeister in die vierte Liga zwangsversetzt. McKay konnte sich in der folgenden Viertligaspielzeit unter Ally McCoist einen Stammplatz in der neuformierten Mannschaft erkämpfen. Er absolvierte insgesamt 31 von möglichen 36 Saisonspielen und konnte dabei am 1. Spieltag gegen den FC Peterhead sein erstes Profitor erzielen. Am Ende der Saison stand der Aufstieg in die dritte Liga. In der Saison 2013/14 spielte McKay leihweise beim schottischen Zweitligisten Greenock Morton. In der Saison 2014/15 wurde McKay an die Raith Rovers verliehen.
Im Juli 2015 kehrte er zurück zu den zu diesem Zeitpunkt zweitklassigen Rangers und schaffte mit ihnen den Aufstieg. Nach einer weiteren Saison bei den Rangers, nun in der Scottish Premiership 2016/17, wechselte er im Sommer 2017 zum englischen Zweitligisten Nottingham Forest. 2018 wechselte er zu Swansea City, wo er aber unregelmäßig und meist kurz eingesetzt wurde. Daher wurde er ab 2020 zweimal in die dritte englische Liga zu Fleetwood Town ausgeliehen. Nach Ende der Leihe 2021, bei der gleichzeitig sein Vertrag bei Swansea auslief, wurde McKay vereinslos. Am 7. September 2021 unterschrieb McKay einen Vertrag beim schottischen Verein Heart of Midlothian.

### Nationalmannschaft
Barrie McKay debütierte im Februar 2012 in der schottischen U19, für die er insgesamt zwei Jahre aktiv war. Im selben Jahr folgten ab April weitere Einsätze in der U18, und im November ein Spiel in der U21 gegen Portugal.
Im Mai 2016 wurde McKay für zwei Freundschaftsspiele gegen Italien und Frankreich erstmals in den Kader der schottischen A-Nationalmannschaft nominiert und kam dabei zu seinem Debüt, als er im zweiten Spiel gegen Frankreich am 4. Juni 2016 in der Schlussphase für James McArthur eingewechselt wurde. Dies blieb bislang McKays einziger Länderspieleinsatz. Im September 2016 wurde er noch für ein WM-Qualifikationsspiel gegen Malta nominiert, ohne dort zum Einsatz zu kommen. Anschließend fand McKay zunächst keine Berücksichtigung mehr in der Nationalmannschaft; erst sechs Jahre später wurde er im September 2022 erneut für ein Freundschaftsspiel gegen die Ukraine in den Kader der Nationalmannschaft berufen, jedoch ohne dort anschließend eingesetzt zu werden.

## Erfolge
mit den Glasgow Rangers:
- Scottish Third Division: 2013
- Scottish Championship: 2016
- Scottish League Challenge Cup: 2016